# Томислав Бундалевски
Томислав Рафаилов Бундалевски (на македонска литературна норма: Томислав Бундалевски) е политик и професор от Социалистическа република Македония.

## Биография
Роден е на 30 април 1935 г. в Галичник. Завършва Машинния факултет на Белградския университет. От 1960 до 1975 е директор на РЖ Скопие и Инженеринг Факом. Преподава в Машинния факултет на Скопския университет. От 1981 г. е редовен професор. През 1986 става председател на Републикански комитет за енергетика, индустрия и строителство с ранг на министър. Бил е член на Градския комитет на МКП в Скопие, както и на Изпълнителния съвет на Събранието на СРМ, на комисията за ядрена енергетика на СРМ, комитета за енергетика при Македонската академия на науките и други. Умира на 18 април 2004 г. в Скопие.